# Солянский проезд
Соля́нский проезд — небольшая улица в центре Москвы между Славянской площадью и улицей Солянка. Проезд проходит по территории Таганского и Басманного районов.

## Происхождение названия
Назван в конце XIX — начале XX веков по улице Солянка, началом которой фактически и является.

## Описание
Солянский проезд начинается от юго-восточного угла Славянской площади у церкви Всех Святых на Кулишках, проходит на восток, сразу направо от него уходит Солянский тупик, на перекрёстке с Большим Спасоглинищевским переулком и улицей Солянка заканчивается и продолжается далее как улица Забелина. В начале проезда расположен один из выходов станции метро «Китай-город».

## Транспорт
По проезду проходят автобусы 538, м6, м7, н4, н5, н7, н8, н13.